# Distretto di Laem Sing
Il distretto di Laem Sing (in thailandese: แหลมสิงห์) è un distretto (amphoe) della Thailandia, situato nella provincia di Chanthaburi.